# Jennifer Love Hewittová
Jennifer Love Hewittová (nepřechýleně Hewitt; * 21. února 1979, Waco, Texas, USA) je americká herečka, tanečnice, zpěvačka, textařka, televizní režisérka a televizní producentka.

## Dětství a začátek kariéry
Narodila se ve Wacu v Texasu logopedce Patricii Mae Hewitt (rozené Shipp) a lékařskému technikovi Herbertu Danieli Hewittovi. Vyrůstala v Nolanvilleu, rovněž v Texasu, kde byla spolu se svým starším bratrem po rozvodu rodičů vychovávána matkou.
Od útlého dětství zpívá a tančí, stala se členkou dětského tanečního souboru, se kterým vystupovala nejen na různých místech ve Spojených státech, ale i v Evropě a v Sovětském svazu. Od deseti let žila se svojí rodinou v Los Angeles, kde ji také objevili hollywoodští hledači mladých talentů. V televizi vystupuje pravidelně již od svých 10 let, nejprve hrála v televizních reklamách, později vystupovala v dětské show, později i v televizních seriálech.

## Herecká kariéra
Po přestěhování do Los Angeles se objevila ve více než dvaceti televizních reklamách. První průlom přišel, když se začala objevovat v estrádní show na Disney Channel, kde byla uváděna pouze jako Love Hewitt. V roce 1992 se poprvé objevila i ve hraném filmu Munchie, o rok později si zahrála v populární komedii Sestra v akci 2. První průlom v její herecké kariéře nastal v úspěšném účinkování v televizním seriálu The Byrds of Paradise z roku 1994 a dále pak v populárním seriálu Správná pětka, kde si zahrála svoje první hlavní role, které ji definitivně etablovaly jakožto mladou hvězdu v showbussinesu.
Filmovou hvězdou se stala díky roli v hororovém snímku Tajemství loňského léta z roku 1997, jenž zaznamenal obrovský komerční úspěch. Jak jí, tak jejím kolegům z filmu Freddiemu Prinzi Jr., Ryanu Phillippeovi a Sarah Michelle Gellar, přinesl popularitu. Objevila se rovněž v jeho pokračování Tajemství loňského léta 2: Rok poté, které ale už nebylo tak úspěšné jako první film.
V roce 2000 si zahrála hlavní životopisnou roli Audrey Hepburnové ve dvoudílném americkém televizním filmu Příběh Audrey Hepburnové. Posléze se stala i patronkou Nadačního fondu Audrey Hepburnové.
Pro snímek Zvoník u Matky Boží II napsala píseň I'm Gonna Love You, protože její postava Madellaine byla jedinou postavou, jež ve filmu nezpívala, ačkoli Jennifer již byla i známá zpěvačka.
V roce 2001 jí byla nabídnuta role Paige Matthewsové v seriálu Čarodějky, ale odmítla ji, a tak ji získala Rose McGowan. Během let 2005 až 2010 účinkovala v seriálu Posel ztracených duší.V roce 2012 začala hrát v seriálu Laskavý dotek, za roli získala nominaci na Zlatý glóbus. V roce 2011 si zahrála v televizním filmu stanice Hallmark Ztracený Valentýn. Ve stejném roce bylo oznámeno, že zrežíruje film Wait Till Helen Comes. Natáčení bylo zahájeno v létě 2011, ale žádné jiné informace o filmu nejsou. Během let 2011 a 2012 si zahrála hostující roli v seriálu Nouzové přistání.
V červenci 2014 se připojila k obsazení seriálu Myšlenky zločince. Během natáčení však otěhotněla a tak seriál po ukončení natáčení jedné řady opustila. Od roku 2018 hraje jednu z hlavních rolí v seriálu Záchranáři L. A..

## Hudba

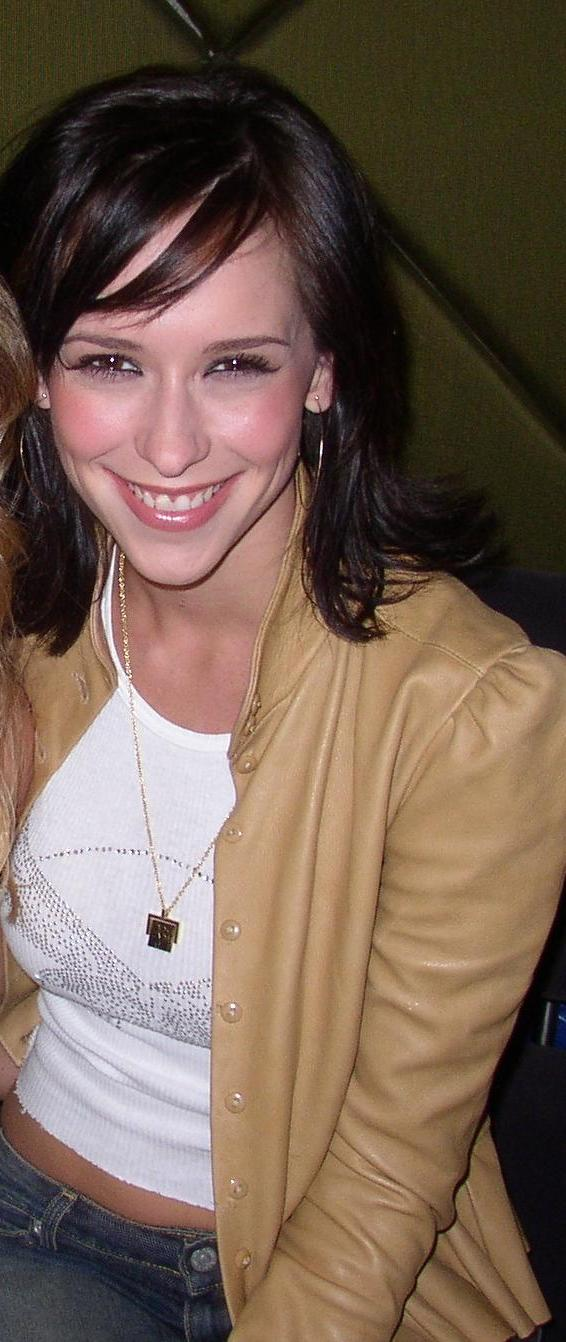
Jennifer Love Hewittová v roce 2002

Své první album vydala v roce 1991 ve věku 12 let, prozatím vydala celkem šest alb v žánru pop music.

## Osobní život
Na konci roku 2005 začala chodit se skotským hercem Rossem McCallem. Dvojice se v listopadu 2007 zasnoubili, ale na konci roku 2008 zásnuby zrušili.
V březnu 2012 začala chodit s hercem Brianem Hallisayem, se kterým se seznámila na natáčení seriálu The Client List. V červnu 2013 se zasnoubili a oznámili, že čekají dítě. V listopadu magazín Us Weekley přinesl zprávu, že dvojice se na začátku listopadu vzala, a že Hewitt porodila dceru. V lednu 2015 oznámili, že čekají dalšího potomka. V červnu se jim narodil syn.

## Diskografie

### Alba
| Rok  | Název                                  | Postavení na žebříčku | Postavení na žebříčku |
| Rok  | Název                                  | U.S.                  | AUS                   |
| ---- | -------------------------------------- | --------------------- | --------------------- |
| 1992 | Love Songs                             | NR                    | NR                    |
| 1995 | Let's Go Bang                          | -                     | -                     |
| 1996 | Jennifer Love Hewitt                   | -                     | -                     |
| 2002 | BareNaked                              | 37                    | 31                    |
| 2006 | Cool with You: The Platinum Collection | NR                    | NR                    |
| 2007 | Hey Everybody                          | NR                    | NR                    |

### Singly
| 1995                                     | "Couldn't Find Another Man" | —   | —  | —  | —  | —  | —  | Let's Go Bang                                    |
| 1996                                     | "No Ordinary Love"          | —   | —  | —  | —  | —  | —  | Jennifer Love Hewitt                             |
| 1999                                     | "How Do I Deal"             | 59  | —  | 8  | 5  | —  | —  | Tajemství loňského léta 2: Rok poté - soundtrack |
| 2002                                     | "BareNaked"                 | 124 | 31 | 6  | 26 | 33 | —  | BareNaked                                        |
| 2003                                     | "Can I Go Now"              | —   | —  | 12 | —  | 8  | 69 | BareNaked                                        |
| "—" denotes releases that did not chart. |                             |     |    |    |    |    |    |                                                  |

#### Soundtracky
- z House Arrest:
  - 1996: "It's Good To Know I'm Alive"
- z Tajemství loňského léta 2: Rok poté
  - 1998: "How Do I Deal?"
- z Disney's Superstars Hits:
  - 2002: "I'm Gonna Love You"
- z Scooby Doo and The Alien Invaders:
  - 2002: "Scooby Doo,Where Are You"
- z If Only:
  - 2003: "Love Will Show You Everything," "Take My Heart Back"

#### Videa
| rok  | titul                                         |
| ---- | --------------------------------------------- |
| 1992 | "Please Save Us The World"                    |
| 1995 | "Couldn't Find Another Man"                   |
| 1996 | "No Ordinary Love"                            |
| 1999 | "How Do I Deal"                               |
| 2002 | "I'm Gonna Love You (Madellaine's Love Song)" |
| 2002 | "BareNaked"                                   |
| 2003 | "Can I Go Now"                                |

| rok  | titul                           | interpret        |
| ---- | ------------------------------- | ---------------- |
| 1998 | "Can't Get Enough of You, Baby" | Smash Mouth      |
| 1999 | "Girl on TV"                    | LFO              |
| 2001 | "Hero"                          | Enrique Iglesias |

## Filmografie
| Rok        | Film/seriál                               | Role                                       | Poznámky                                                    |
| ---------- | ----------------------------------------- | ------------------------------------------ | ----------------------------------------------------------- |
| 1989–1991  | Kids Incorporated                         | Robin                                      | hlavní role (6.–7. řada), 14 dílů                           |
| 1992       | Munchie                                   | Andrea Kurtz                               |                                                             |
| 1992–1993  | Shaky Ground                              | Bernadette Moody                           | hlavní role, 17 dílů                                        |
| 1995       | Little Miss Millions                      | Heather Lofton                             |                                                             |
| 1995       | Sestra v akci 2                           | Margaret                                   |                                                             |
| 1994       | The Byrds of Paradise                     | Franny Byrd                                | hlavní role, 7 dílů                                         |
| 1994–1995  | McKenna                                   | Cassidy McKenna                            | vedlejší role, 3 díly                                       |
| 1995–1999  | Správná pětka                             | Sarah Reevesová                            | hlavní role (2.–6. řada), 99 dílů                           |
| 1996       | Domácí vězení                             | Brooke Figler                              |                                                             |
| 1997       | Trojská válka                             | Leah Jones                                 |                                                             |
| 1997       | Tajemství loňského léta                   | Julie Jamesová                             |                                                             |
| 1998       | Boy Meets World                           | Jennifer Love Fefferman                    | díl: „And Then There Was Shawn“                             |
| 1998       | Poslední mejdan                           | Amanda                                     |                                                             |
| 1998       | Kariéristi                                | Deb Freidman                               |                                                             |
| 1998       | Zoomates                                  | Helen (hlas)                               |                                                             |
| 1998       | Saturday Night Live                       | samu sebe                                  | díl: „Jennifer Love Hewitt/Beastie Boys“                    |
| 1998       | Tajemství loňského léta 2: Rok poté       | Julie Jamesová                             |                                                             |
| 1999       | Hercules                                  | Medusa (hlas)                              | díl: „Hercules and the Gorgon“                              |
| 1999       | Suburbans                                 | Cate                                       |                                                             |
| 1999–2001  | Time of Your Life                         | Sarah Reeves Merrin                        | hlavní role, 19 dílů                                        |
| 2000       | Příběh Audrey Hepburnové                  | Audrey Hepburnová                          | také výkonná producentka                                    |
| 2001       | Před svatbou ne!                          | Page Connersová / Wendy / Jane Helstromová |                                                             |
| 2001       | The Weekenders                            | samu sebe (hlas)                           | díl: „My Punky Valentine“                                   |
| 2002       | Zvoník u Matky Boží II                    | Madellaine                                 | dabing                                                      |
| 2002       | Dobrodružství Toma Palečka a Malenky      | Malenka                                    | dabing                                                      |
| 2002       | Tuxedo                                    | Del Blaine                                 |                                                             |
| 2002       | All That                                  | samu sebe                                  | díl: „Jeffrey Licon/Jennifer Love Hewitt“                   |
| 2002       | Griffinovi                                | samu sebe (hlas)                           | díl: „Stuck Together, Torn Apart“                           |
| 2002       | Groove Squad                              | Chrissy                                    | dabing                                                      |
| 2004       | Zkratky ke štěstí                         | ďábel                                      |                                                             |
| 2004       | Láska a jiné průšvihy                     | Alice Holbrook                             |                                                             |
| 2004       | Láska na druhý pokus                      | Samantha Andrews                           | také producentka                                            |
| 2004       | American Dreams                           | Nancy Sinatra                              | 2 díly                                                      |
| 2004       | Garfield ve filmu                         | Liz                                        |                                                             |
| 2004       | Vánoční koleda                            | Emily                                      |                                                             |
| 2005       | Zpověď kariéristky                        | Katya Livingston                           |                                                             |
| 2005–2010  | Posel ztracených duší                     | Melinda Gordon                             | hlavní role, 107 dílů, také producentka/výkonná producentka |
| 2006       | Garfield 2                                | Liz                                        |                                                             |
| 2008       | Delgo                                     | princezna Kyla (hlas)                      |                                                             |
| 2009       | The Magic 7                               | Erica (hlas)                               |                                                             |
| 2009       | Yes, Virginia                             | Laura O'Hanlon (hlas)                      |                                                             |
| 2010       | Laskavý dotek                             | Samantha Horton                            | také výkonná producentka                                    |
| 2010       | Zákon a pořádek: Útvar pro zvláštní oběti | Vicki Sayers                               | díl: „Behave“                                               |
| 2011       | Ztracený Valentýn                         | Susan Allison                              | také výkonná producentka                                    |
| 2011       | Love Bites                                | samu sebe                                  | díl: „Firsts“                                               |
| 2011       | Café                                      | Claire                                     |                                                             |
| 2011       | Nouzové přistání                          | Emmy Chase                                 | 3 díly                                                      |
| 2012       | Jewtopia                                  | Alison Marks                               |                                                             |
| 2012       | RuPaul's Drag Race                        | samu sebe/portoce                          | díl: „DILFs: Dads I'd Like to Frock“                        |
| 2012–2013  | Laskavý dotek                             | Riley Parks                                | hlavní role, 25 dílů, také výkonná producentka              |
| 2014–2015  | Myšlenky zločince                         | Kate Callahan                              | hlavní role (10. řada), 23 dílů                             |
| 2018–dosud | Záchranáři L. A.                          | Maddie Buckley                             | hlavní role, od 2. řady                                     |